# Torre do Castelo de Aguiar de Sousa
A Torre do Castelo de Aguiar de Sousa, também referida como Torre de Aguiar de Sousa, Restos da Torre de Aguiar de Sousa e Castelo de Aguiar de Sousa, está situada no lugar da Vila, freguesia de Aguiar de Sousa, Município de Paredes, Distrito do Porto, em Portugal.
Exemplar de arquitetura militar medieval, está implantado no que resta de uma antiga estrutura fortificada, com uma torre descentrada face à muralha de planta oval. A torre não deveria existir no século XII, embora a construção de torres de menagem no interior das cercas muralhadas seja normal na época românica.
Foi declarado Imóvel de Interesse Público pelo Dec. n.º 95/78, DR 210 de 12 de Setembro de 1978. Integra a Rota do Românico do Vale do Sousa.

## História
O Castelo de Aguiar de Sousa situava-se na rede defensiva do território, a que os reis asturianos deram particular atenção. A sua implantação revela as preocupações defensivas empregues na construção, por ser de difícil acesso e rodeado de montes mais altos que lhe retiram visibilidade.
Foi atacado por Almançor em 995 no contexto das guerras da Reconquista cristã. Este monumento foi pertença de Mem Pires de Aguiar, nascido em 1100.
Este importante monumento encabeçou uma Terra na reorganização do território do século XI e o importante Julgado de Aguiar de Sousa, já no século XIII.
O Julgado de Aguiar de Sousa, um dos mais poderosos do Entre-Douro-e-Minho, estendia-se desde o Porto até às proximidades de Penafiel, incluindo todas as freguesias do atual concelho de Paredes, com a excepção de Recarei, além de mais 42 freguesias dos concelhos limítrofes, conforme o atestam as Inquirições de 1220.